# Krogelna Zemlja
Koncept krogelne Zemlje se je prvič pojavil približno v 5. stoletju pr. n. št. med grškimi filozofi. Do 3. stoletja pr. n. št. je ostal špekulacija, pozneje pa so ga helenistični astronomi sprejemali kot dejstvo in so tudi izračunali obseg Zemlje. V pozni antiki in srednjem veku se je ta paradigma polagoma uveljavila v vsem Starem svetu. Krogelnost Zemlje sta z obplutjem sveta praktično dokazala Ferdinand Magellan in Juan Sebastián Elcano (1519–1522).
Koncept krogelne Zemlje je izpodrinil zgodnejša prepričanja o ploščati Zemlji: V starejši mezopotamski mitologiji so si svet predstavljali kot ploščat disk, nad katerim plava polkrogelna kupola, in so na tej zamisli temeljili tudi prvi zemljevidi sveta, npr. Anaksimandrov in Hekatajev. Med drugimi predstavami o obliki Zemlje sta bila tudi sedemnadstropni zigurat in kozmična gora, omenjena v Avesti in antičnih perzijskih spisih.
Spoznanje, da lahko obliko Zemlje natančneje opišemo kot elipsoid, je v 17. stoletju prvi zapisal Isaac Newton v delu Principia mathematica. V začetku 19. stoletja so ugotovili, da je zemeljski elipsoid sploščen v razmerju 1 : 300 (Delambre, Everest). Današnja vrednost razmerja, ki jo je v 1960. letih določilo Obrambno ministrstvo Združenih držav Amerike, je blizu 1 : 298,25.